# Rhyacophila soldani
Rhyacophila soldani är en nattsländeart som beskrevs av Wolfram Mey 1989. Rhyacophila soldani ingår i släktet Rhyacophila och familjen rovnattsländor. Inga underarter finns listade i Catalogue of Life.